# Tutoria
A tutoria, também chamada de mentoring, é um método muito utilizado para efetivar uma interação pedagógica. Os tutores acompanham e comunicam-se com seus alunos de forma sistemática, planejando, dentre outras coisas, o seu desenvolvimento e avaliando a eficiência de suas orientações de modo a resolver problemas que possam ocorrer durante o processo.
Uma de suas aplicações, por exemplo, pode ser dentro do processo pedagógico aplicado em instituições educacionais, onde exista a tendência de desistência do aluno frente aos desafios encontrados. Neste caso, o contato com o aluno começa pelo conhecimento de toda a estrutura do curso e é necessário que o acompanhamento ocorra com frequência regular, de forma rápida e eficaz.

## Descrição
Um tutor (do latim tutore, "protetor") está presente em universidades ou colégios e consiste numa pessoa envolvida na gestão da informação e outras funções. Esta forma especial de curso é, também, chamada "tutoria", "tutoriat" ou "tutorial": nela, o tutor observa os problemas dos estudantes e o ajuda, prestando assistência de forma célere, eficaz e imediata. O tutor pode ser, ele próprio, ainda um estudante. Este fato tem a vantagem de propiciar um contato menos formal junto do aluno tutorado de forma a que a mensagem transmitida pelo tutor seja mais rapidamente compreendida e assimilada o que facilita o acesso ao conhecimento, e que numa relação demasiado formal poderá ser dificultada ou mesmo impedida.
Em educação a distância, conforme Sá (1998), o tutor recebe o significado de "orientador de aprendizagem do aluno solitário e isolado", que, frequentemente, necessita do docente ou de um orientador para indicar o que mais lhe convém em cada circunstância. Outros termos utilizados como tutor em educação a distância seriam: "orientador acadêmico" ou "facilitador". Esse profissional pode assumir funções de caráter: pedagógico, afetivo e operacional. (BESSA et al, 2019).
Um tutorial ou uma tutoria em uma universidade é um curso de estudos básicos no qual estudantes de um curso avançado são apoiados pelos estudantes com conhecimentos básicos e habilidades aprofundadas e tem, como exigência imprescindível, as capacidades oratória e pedagógica. Já aos docentes, não são exigidas tais capacidades. No entanto, no âmbito da tutoria, esta exigência é fundamental, visto que a sua existência tem, como meta, suprir a falta de comunicação entre os estudantes e os docentes, provocada pela grandeza das universidades e pelo número elevado de alunos, o que impossibilita que um professor conheça as dificuldades de cada um de seus alunos e mantenha diálogo com cada um deles ao longo do curso.
A aprendizagem tutorial exige estrutura predeterminada e predefinida. Este tipo de aprendizagem tem suas raízes no cognitivismo. O tutor guia o tutorado com auxílio de um fio condutor que atravessa uma grande parte das disciplinas. O tutor conhece as necessidades e soluções, pelo fato de ter vivenciado semelhantes dificuldades e por conhecer formas de superá-las. Ele pode ser um grande amparo para o aluno em todo o momento em que o aluno tutorado estiver sobrecarregado, intervindo e auxiliando-o. Esta estratégia de condução da aprendizagem agrada muitos alunos, porque sentem-na pouco restritiva, pouco limitadora, simplesmente porque acabam por aprender a dominar um bloco de disciplinas de maneira muito eficiente, e por ser-lhes, também, dada uma série de dicas sobre métodos de estudo e formas de apreensão das matérias. Representantes do construtivismo, porém, rejeitam esta estratégia e concentram-se na aprendizagem, para o que o treinador será mais qualificado.
Em alemão, Tutor significa, no campo educativo, o mesmo que, em português, a figura do tutor. É importante não misturar o significado em alemão de Tutor com Hiwi ou HiWi, que é um sinônimo não oficial para a palavra alemã Studentische Hilfskräfte, este sendo um estudante que presta serviços para algum instituto universitário. Nas universidades alemãs, um tutor pode ser um Hiwi, mas pode ser também pessoa graduada contratada pela universidade.
Os tutores são responsáveis por intermediar a comunicação dentro dos espaços virtuais de aprendizagens, incentivar a participação dos alunos, acompanhar os processos de avaliação, ou seja, eles têm papel fundamental no processo de ensino e aprendizagem. Conforme Leal (2005, p. 3), "o Tutor é um educador a distância. Aquele que coordena a seleção de conteúdos, que discute as estratégias de aprendizagem, que suscita a criação de percursos acadêmicos, que problematiza o conhecimento, que estabelece o diálogo com o aluno, que media problemas de aprendizagem, sugere, instiga, acolhe. Enfim, um professor no espaço virtual, exercendo a sua função de formar o aluno."
Ver também
- Coaching
- Aconselhamento de carreira
- e-learning
- EaD